# Mașeve, Semenivka
Mașeve (în ucraineană Машеве) este localitatea de reședință a comunei Mașeve din raionul Semenivka, regiunea Cernihiv, Ucraina.

## Demografie
Componența lingvistică a localității Mașeve
     Ucraineană (78,23%)
     Rusă (21,43%)
     Alte limbi (0,12%)
Conform recensământului din 2001, majoritatea populației localității Mașeve era vorbitoare de ucraineană (78,23%), existând în minoritate și vorbitori de rusă (21,43%).